# Zdeněk Hruška
Zdeněk Hruška (né le 25 juillet 1954 à Prague à l'époque en Tchécoslovaquie et aujourd'hui en République tchèque) est un joueur de football tchèque (international tchécoslovaque) qui évoluait au poste de gardien de but, avant de devenir ensuite entraîneur.

## Biographie

### Carrière de joueur

#### Carrière en club
Zdeněk Hruška joue principalement en faveur du Bohemians Prague, club où il évolue pendant onze saisons. Il remporte avec cette équipe un titre de champion de Tchécoslovaquie.
Il dispute au cours de sa carrière 154 matchs en première division tchécoslovaque, et 7 matchs en première division grecque.
Il joue également trois matchs en Coupe d'Europe des clubs champions, et 19 matchs en Coupe de l'UEFA. Il est demi-finaliste de la Coupe de l'UEFA en 1983 avec le Bohemians Prague, en étant battu par le RSC Anderlecht.

#### Carrière en sélection
Zdeněk Hruška reçoit 24 sélections en équipe de Tchécoslovaquie entre 1977 et 1983.
Il joue son premier match en équipe nationale le 9 novembre 1977, en amical contre la Hongrie (match nul 1-1 à Prague).
Il dispute un match lors des éliminatoires du mondial 1978, et trois lors des éliminatoires du mondial 1982.
Il figure dans le groupe des sélectionnés lors de la Coupe du monde de 1982. Lors du mondial organisé en Espagne, il ne joue qu'un seul match, contre le Koweït.
Il joue également trois matchs rentrant dans le cadre des éliminatoires de l'Euro 1980, et six comptant pour les éliminatoires de l'Euro 1984.

## Palmarès
Bohemians Prague
- Championnat de Tchécoslovaquie (1) :
  - Champion : 1982-83.
  - Vice-champion : 1984-85.

- Coupe de Tchécoslovaquie :
  - Finaliste : 1981-82.